# 안드로이드 컵케이크
안드로이드 컵케이크(Android Cupcake)는 1.5번째 주요 릴리스며 안드로이드 모바일 운영체제의 5번째 버전이다. 2009년에 공개되었다. 이 릴리스에는 사용자와 개발자를 위한 새로운 기능과 안드로이드 프레임워크 API의 변경 사항이 포함되었다. 개발자 입장에서는 안드로이드 1.5 플랫폼이 안드로이드 SDK 다운로드 가능한 구성 요소로 제공됐다가 2021년 9월 27일부터 구글이 안드로이드 2.3.7 진저브레드 이하를 구동하는 안드로이드 기기에서 더 이상 로그인을 허용하지 않는다. 이제 로그인하려면 Android 3.0(태블릿) 또는 4.0(전화 및 태블릿)이 필요하다.
안드로이드 컵케이크는 화면 상의 키보드, 블루투스 지원과 같은 새로운 기능뿐만 아니라 응용 프로그램 관리를 위한 UI 변경과 같은 기존의 기능들과 몇몇 구글 앱들을 포함했다.

## 상세
2009년 4월 27일에 공개되었다. API level 3, 커널 버전은 2.6.27. 가상 키보드, 라이브 폴더, 음성 인식 지원, 풀 스크린 위젯, 홈 스크린 기능이 추가되었다. 또한 이 버전부터 한국어를 지원한다.
iOS보다 2개월 정도 먼저 복사/붙여넣기를 구현했다. 그런데 정작 이 방식이 워낙 불편해서 2개월 후에 나온 iPhoneOS 3의 간단한 복사/붙여넣기 방식과 비교를 당하는 수모를 겪기도 했다.
기존 버전에 비해서 많은 발전이 이루어졌다. 구글도 안드로이드 1.0은 휴가철이 오기 전에 급히 만든 거의 '베타' 버전에 해당한다면, 안드로이드 컵케이크 버전이야말로 모든 것을 갖춘 최초의 정식 버전이라 할 수 있다고 말한 바 있다. 실제로 안드로이드 컵케이크 이전에는 G1 한 기종뿐이던 안드로이드 스마트폰이 점차 발매되기 시작한 것도 안드로이드 컵케이크부터이다.

## 기능
안드로이드 컵케이크가 도입한 새로운 기능은 다음과 같다.
- 텍스트 예측 기능이 있는 타사 가상 키보드 및 사용자 지정 단어의 사용자 사전 지원.
- 위젯 지원 – 홈 스크린과 같은 다른 응용 프로그램에 내장되어 주기적인 업데이트를 받을 수 있는 미니어처 응용프로그램 보기이다.[4]
- MPEG-4 및 3GP 형식의 비디오 녹화 및 재생.
- Bluetooth용 자동 페어링 및 스테레오 지원(A2DP 및 AVRCP 프로필).
- 웹 브라우저에서 기능을 복사하여 붙여넣는다.
- 연락처의 즐겨찾기에 대해 표시된 사용자 사진이다.
- 통화 로그의 이벤트에 대한 특정 날짜/시간 스탬프 및 통화 로그 이벤트에서 연락처 카드에 대한 원터치 액세스.
- 애니메이션 화면 전환.
- 자동 회전 옵션.
- 새 스톡 부팅 애니메이션.
- 유튜브에 동영상을 업로드하는 기능.
- Picasa에 사진을 업로드하는 기능.
- 통화 내역 확인 기능.[5]